# Левитин, Михаил Евелевич
Михаил Евелевич Левитин (1913, Мстиславль, Могилёвская губерния, Российская империя — январь 1953) — советский государственный и партийный деятель.

## Биография
Михаил Левитин родился в Мстиславле, ныне Белоруссия, в еврейской семье. В 1930-1932 гг. учился в школе ФЗО, затем был культпросветработником. В 1934-1939 гг. учился в Ленинградском юридическом институте, по окончании которого по путёвке прокуратуры СССР в сентябре 1939 года прибыл в Хабаровск.
С 1939 по июль 1943 гг. — заместитель прокурора Еврейской автономной области. В 1940 году вступил в ВКП(б). С июля 1943 по ноябрь 1947 гг. — прокурор Еврейской автономной области.
С ноября 1947 по июль 1949 гг. — председатель исполнительного комитета Областного совета Еврейской автономной области. Включился в проект развития области, выдвинутый А. Н. Бахмутским. В статье, опубликованной в «Биробиджанской звезде», делает обзор переселенческой деятельности за 1947 год. В этот год прибыло три эшелона из Винницкой области в количестве более 2000 человек. 16 ноября 1947 года было принято очередное, третье постановление Совета Министров СССР по вопросам переселения евреев в ЕАО, в котором говорилось «о переселении 250 семей из Крымской области и 704 семей из Херсонской и Николаевской областей в Еврейскую автономную область».
Награждён двумя орденами «Знак почёта» и медалью «За доблестный труд в годы Великой Отечественной войны».
В июне 1949 года снят с должности председателя облисполкома ЕАО и направлен на работу в прокуратуру Хабаровского края на должность начальника отдела по надзору за милицией. Однако прокуратура СССР не утвердила его в этой должности. В январе 1951 года по собственному желанию был направлен в Комсомольск-на-Амуре, где работал юрисконсультом (начальником юридического отдела) завода «Амурсталь».
11 июня 1951 года арестован в рамках «Биробиджанского дела» Комсомольским горотделом УМГБ СССР по Хабаровскому краю. Следствие по делу велось в краевом центре Управлением МГБ СССР по Хабаровскому краю. 20-23 февраля 1952 года на закрытом заседании Военной Коллегии Верховного Суда СССР по следственному делу № 69 был осужден по статьям 58-1а, 58-10 ч. 2 и 58-11 УК РСФСР с семью другими бывшими партийно-советскими работниками и журналистами ЕАО (М. Н. Зильберштейн, А. Н. Бахмутский, З. С. Брохин, А. М. Рутенберг, М. М. Фрадкин, Н. М. Фридман и Х. И. Мальтинский). Их осудили за проведение антисоветской националистической деятельности, связь с американским обществом «Амбиджан», передачу через Еврейский антифашистский комитет в США и разглашение в выступлениях и в печати сведений, составляющих государственную тайну СССР. Приговорен к 25-ти годам лишения свободы, исправительно-трудовых лагерей. В январе 1953 года погиб, по неофициальной версии - будучи зверски избит уголовниками в тюрьме.
28 декабря 1955 года посмертно реабилитирован ВК ВС СССР за отсутствием состава преступления.